# Prince of Darkness (álbum)
Prince of Darkness es una caja recopilatoria compilatorio de 4 discos compactos de Ozzy Osbourne, publicado en el año 2005. 
Los primeros dos discos contiene material de Osbourne como solista, canciones en vivo, lados b y demos, mientras que el disco 3 se compone de colaboraciones del artista con otras bandas y el disco 4 de versiones.

## Lista de canciones

### Disco 1: 1981-1983
1. "I Don't Know (Live)" (Ozzy Osbourne, Randy Rhoads, Bob Daisley) – 5:02
2. "Mr. Crowley" (Ozzy Osbourne, Randy Rhoads, Bob Daisley) – 4:56
3. "Crazy Train" (Osbourne, Rhoads, Daisley) – 4:49
4. "Goodbye to Romance (Live)" (Osbourne, Rhoads, Daisley) – 5:24
5. "Suicide Solution (Live)" (Osbourne, Rhoads, Daisley) – 7:58
6. "Over the Mountain" (Osbourne, Rhoads, Daisley, Lee Kerslake) – 4:32
7. "Flying High Again (Live)" (Osbourne, Rhoads, Daisley, Kerslake) – 4:26
8. "You Can't Kill Rock and Roll" (Osbourne, Rhoads, Daisley, Kerslake) – 6:43
9. "Diary of a Madman" (Osbourne, Rhoads, Daisley, Kerslake) – 6:13
10. "Bark at the Moon (Live)" (Osbourne) – 4:23
11. "Spiders in the Night" (Osbourne) – 4:28
12. "Rock 'n' Roll Rebel" (Osbourne) – 5:22
13. "You're No Different" (Osbourne) – 5:49

### Disco 2: 1986-2001
1. "The Ultimate Sin (Live)" (Osbourne, Jake E. Lee, Daisley) – 4:43
2. "Never Know Why (Live)" (Osbourne, Lee, Daisley) – 4:43
3. "Thank God for the Bomb (Live)" (Osbourne, Lee, Daisley) – 4:00
4. "Crazy Babies" (Osbourne, Zakk Wylde, Daisley, Randy Castillo) – 4:15
5. "Breakin' All the Rules" (Osbourne, Wylde, Daisley, Castillo, John Sinclair) – 5:12
6. "I Don't Want to Change the World (Demo)" (Osbourne, Wylde, Castillo, Lemmy) – 3:56
7. "Mama, I'm Coming Home (Demo)" (Osbourne, Wylde, Lemmy) – 4:08
8. "Desire (Demo)" (Osbourne, Wylde, Castillo, Lemmy) – 5:01
9. "No More Tears" (Osbourne, Wylde, Mike Inez, Castillo, John Purdell) – 7:23
10. "Won't Be Coming Home (S.I.N.) (Demo)" (Osbourne, Wylde, Castillo) – 4:59
11. "Perry Mason (Live)" (Osbourne, Wylde, Purdell) – 5:56
12. "See You on the Other Side (Demo)" (Osbourne, Wylde, Lemmy) – 6:34
13. "Walk on Water (Demo)" (Osbourne, Jim Vallance) – 4:41
14. "Gets Me Through (Live)" (Osbourne, [Tim Palmer) – 4:28
15. "Bang Bang (You're Dead)" (Osbourne, Palmer, Scott Humphrey, Geoff Nicholls) – 4:33
16. "Dreamer" (Osbourne, Marti Frederiksen, Mick Jones) – 4:45

### Disco 3: Colaboraciones
1. "Iron Man" (Osbourne, Tony Iommi, Geezer Butler, Bill Ward) – 5:26
2. "N.I.B." (Osbourne, Iommi, Butler, Ward) – 5:58
3. "Purple Haze" (Jimi Hendrix) – 4:22
4. "Pictures of Matchstick Men" (Francis Rossi) – 6:02
5. "Shake Your Head (Let's Go To Bed)" (Don Was, David Was, Jarvis Stroud) – 3:55
6. "Born to Be Wild" (Mars Bonfire) – 3:29
7. "Nowhere to Run (Vapor Trail)" (Osbourne, Earl Simmons, Jack Blades, John Eaton, Ken Jordan, Russell Jones, Rick Rubin, Scott Kirkland) – 4:44
8. "Psycho Man" (Osbourne, Iommi) – 5:18
9. "For Heaven's Sake 2000" (Osbourne, Iommi, Bob Marlette, Darryl Hill, Elgin Turner, Jason Hunter, Robert Diggs) – 4:57
10. "I Ain't No Nice Guy" (Lemmy) – 4:15
11. "Therapy" (Mike Muir, Robert Trujillo) – 3:25
12. "Stayin' Alive" (Barry Gibb, Robin Gibb, Maurice Gibb) – 4:39
13. "Dog, The Bounty Hunter" (Osbourne, Mark Hudson) – 0:53

### Disco 4: Versiones
1. "21st Century Schizoid Man" (Robert Fripp, Michael Giles, Greg Lake, Ian McDonald, Peter Sinfield) – 3:52 Original de King Crimson
2. "Mississippi Queen" (Wes Golding) – 4:09 Original de Mountain
3. "All The Young Dudes" (David Bowie) – 4:36 Original de Mott the Hoople
4. "In My Life" (John Lennon, Paul McCartney) – 3:29 Original de The Beatles
5. "Fire" (Arthur Brown, Vincent Crane, Mike Finesilver, Peter Ker) – 4:09 Original de The Crazy World of Arthur Brown
6. "For What It's Worth" (Stephen Stills) – 3:20 Original de Buffalo Springfield
7. "Sympathy for the Devil" (Mick Jagger, Keith Richards) – 7:12 Original de The Rolling Stones
8. "Working Class Hero" (Lennon) – [3:24) Original de John Lennon
9. "Good Times" (Barry Jenkins, Daniel McCulloch, Eric Burdon, John Weider, Vic Briggs) – 3:46 Original de Eric Burdon
10. "Changes" (Osbourne, Iommi, Butler, Ward, Kelly Osbourne) – 4:06 Original de Black Sabbath

## Listas
Álbum - Billboard (América)
| Año  | Lista             | Posición |
| ---- | ----------------- | -------- |
| 2005 | The Billboard 200 | 36       |